# かまたきみこ
かまた きみこ（1964年〈昭和39年〉4月12日 - ）は、日本の漫画家。女性。福井県勝山市出身、福井県在住だったが、2017年8月末に神奈川県逗子市に引っ越して現在に至る（2023年時点）。血液型はB型。

## 来歴
現実的に漫画家を目指し始めたのは大学生の頃からで、大学を卒業する年に初めて『プチフラワー』（小学館）に投稿するもデビューの機会を得られず、とりあえず一旦就職したが夢を諦め切れずに3年勤めた会社を退職。
その後アルバイトをしたり、周囲に複数いたプロ漫画家の制作アシスタントをしながら作品を1本描き上げ、アシスタント先の雑誌の編集者に助言を貰い手直しした作品が『花束』で、1993年1月30日発行の『眠れぬ夜の奇妙な話』（朝日ソノラマ）Vol.11に掲載されてプロデビューとなった。
以後、同誌や『ホラーM』（ぶんか社）などに作品を発表。現在は隔月刊誌の「ASUKA（KADOKAWA）」にKATANAシリーズを連載中（2023年11月時点）。

## 『KATANA』と日本刀について
代表作『KATANA』シリーズ連載が縁で「公益財団法人日本刀文化振興協会」の評議員となっている。また刀剣ワールド財団より「刀剣漫画家」として紹介されている。
2019年「週刊日本刀」14号収録の4頁に渡る『KATANA』シリーズの創作の裏側インタビューでは、「錆びる、忘れられる、疎まれる」という刀の弱点がテーマとなっている事や、日本刀が少年漫画のように武器・武具として利用され流血するような側面ではなく、御神刀・魔除けである「お守り刀」・贈答品など先祖代々受け継がれる為に製作された大切な刀が登場している点を作品の特徴として語っている。
また、漫画制作の為に刀匠を始めとした様々な職人等に緻密な取材を重ねるうち、作者のかまた自身が日本刀そのものの魅力にハマっていき、多くの女性にも気楽に「刀剣」に親しんで貰いたいと考え、2015年から『お刀女子会』を初心者でも楽しめるイベントとして各地で開催したり、2022年頃より『日本刀LOVE同人誌 鐵乃命』という名の同人誌の発行など、「日本刀」の魅力を伝える活動も行っている。

## 作品リスト
- 深海蒐集人（朝日ソノラマ）
- 空中飲茶飯店（朝日ソノラマ）
- KATANAシリーズ 既刊22巻（ぶんか社「ホラーM」、同「トカゲ」→角川書店「怪」、同「ASUKA」連載中，2023年11月号時点で第89話[10][11]）
- 妖かし恋奇譚（ぶんか社）
- きらきらDUST
- ドリームイーター
- マーメイド・シンドローム
- レジェンド・アカデミー
- てんから
- クレメンテ商会
- コミック版 稲川淳二の怪談話